# 곽희
곽희(郭熙, 1023년~1085년)는 중국 북송(北宋)의 화가이다. 자(字)는 순부(淳夫), 허난성 원 현 출신이다.
북송 초기, 각지에서 성립한 3인의 화풍 사이에는 상호간의 영향관계는 인지될 수 없으나 이성(李成), 범관(范寬)의 북방계(北方系) 산수화의 이념과 양식은 신종 시대의 화원 화가 곽희에 의해 통일, 집대성되었다. 평원(平遠＝水平視)·고원(高遠＝仰視)·심원(深遠＝俯瞰視) 등의 갖가지 시점에서 포착한 자연을 동일화면에 설정하는 3원법(三遠法)을 위시하여 아침(朝), 저녁(暮), 맑음(晴), 비(雨)의 광선이나 연무(煙霧), 4계의 구별까지도 표현을 가능케 한 기법의 완성자로서 높이 평가되었다.

## 작품

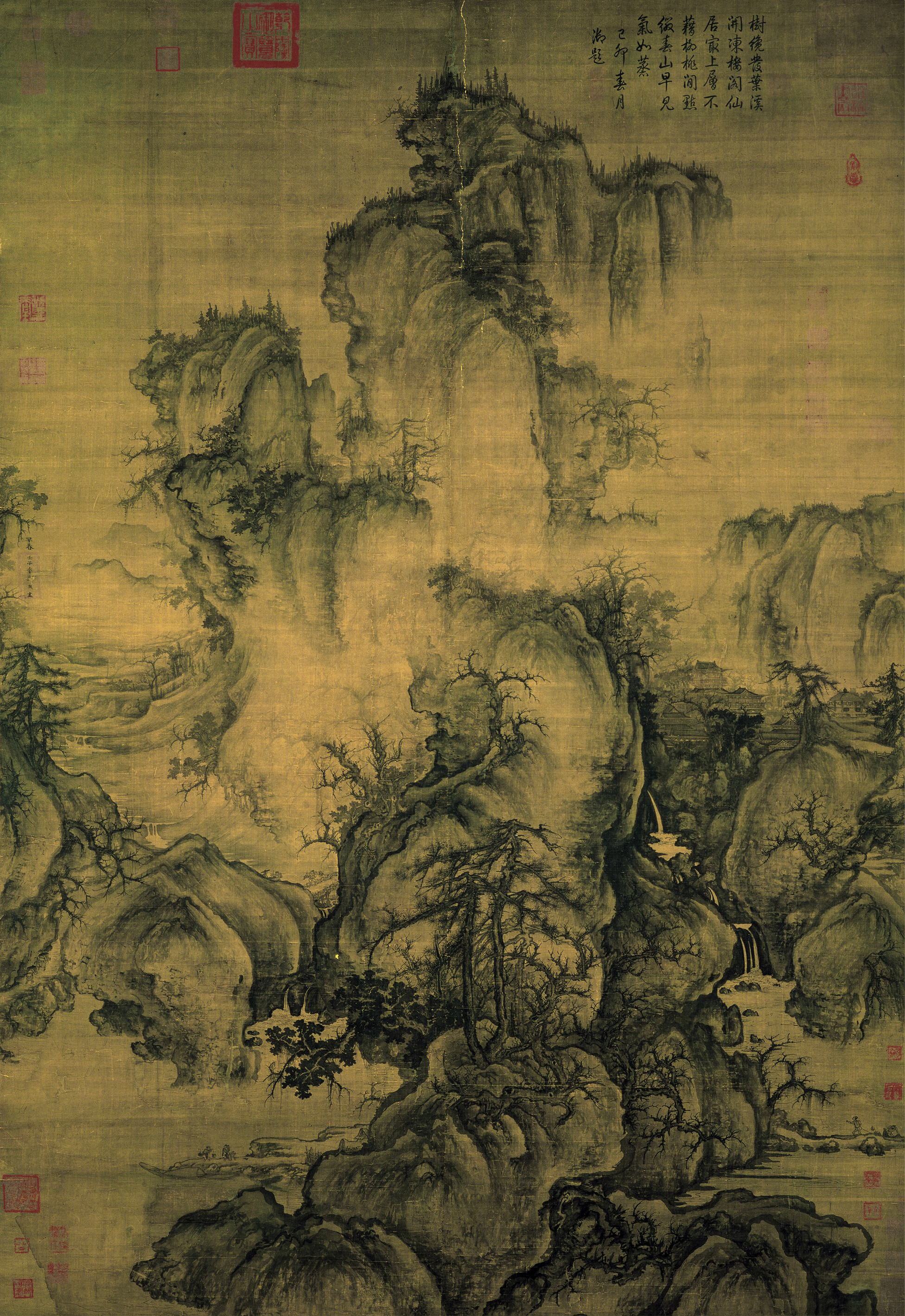
조춘도(早春圖)
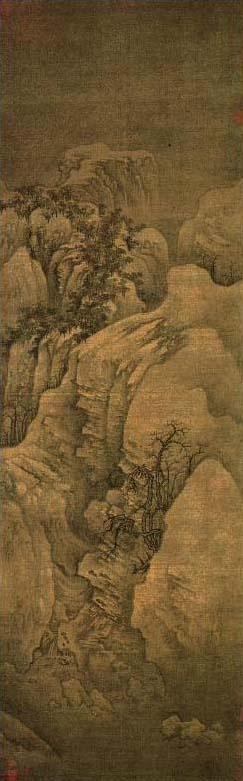
설산(Snow Mountain)

## 같이 보기
- 중국의 미술
- 중국화 (회화)